# La Cagnotte
Pour les articles homonymes, voir Cagnotte.
La Cagnotte est une comédie-vaudeville en cinq actes d'Eugène Labiche et Alfred Delacour, représentée pour la première fois à Paris au théâtre du Palais-Royal le 22 février 1864.

## Résumé
Un groupe d'amis de longue date de La Ferté-sous-Jouarre jouent depuis un an à un jeu de cartes où ils accumulent de l'argent. Une fois le total compté, la majorité vote pour aller faire un voyage à Paris. Léonida (sœur de Champbourcy, tante de Blanche) en profitera pour trouver un amant secret dont elle ne connaît pas l'identité. Très vite arrivés à Paris le lendemain, ils créent un malentendu dans un restaurant qui les conduira directement au commissariat, dont ils tenteront de s'évader.

## Quelques répliques
Blanche, soupesant la tirelire et revenant à sa place : Elle est joliment lourde.
Félix (son amoureux) : Sans compter qu'il y en a trois autres toutes pleines…
Colladan (riche fermier), à Sylvain. : Et des carottes ! faites-vous des carottes ?
Sylvain : Ah ! je vous en réponds… c'est mon fort !
Colladan : Bonne chose, la carotte !
Sylvain : Oui… quand ça prend !
Colladan : Mais faut de l'engrais… oui, oui… faut de l'engrais.
Champbourcy : Enfants de La Ferté-sous-Jouarre ! croyez en moi !… Autrefois, quand je venais à Paris, je descendais rue de l'Échelle, hôtel du Gaillardbois… je payais grassement la bonne… elle doit se souvenir de moi…

## Distribution originale
| Acteurs et actrices ayant créé les rôles |                   |
| Personnage                               | Acteur ou actrice |
| Champbourcy, rentier                     | Geoffroy          |
| Colladan, riche fermier                  | Brasseur          |
| Cordenbois, pharmacien                   | Lhéritier         |
| Sylvain, fils de Colladan                | Lassouche         |
| Félix Renaudier, jeune notaire           | M. Gaston         |
| Baucantin, percepteur                    | Kalekaire         |
| Cocarel                                  | Luguet            |
| Béchut                                   | M. Pellerin       |
| Léonida, sœur de Champbourcy             | Félicia Thierret  |
| Blanche, fille de Champbourcy            | Mme Élise Damain  |
| Benjamin, garçon de café                 | M. Fitzelier      |
| Joseph, domestique de Cocarel            | M. Chambly        |
| Tricoche, épicier                        | M. Félicien       |
| Mme Chalamel, fruitière                  | Mme Blanche       |
| Deuxième garçon de café                  | M. Paul           |
| Troisième garçon de café                 | M. Mosny          |
| Un gardien                               | M. Ferdinand      |

## Adaptation théâtrale
- 1988 : mise en scène par Jean-Michel Ribes à la Comédie-Française
- 2007 : jouée par le Théâtre Amazone Cie, mise en scène par Laurence Adreini
- 2009 : jouée par la compagnie "La Claque", mise en scène par Frédéric Schalck
- 2009 : mise en scène d'Adel Hakim au Théâtre d'Ivry Antoine Vitez
- 2013 : mise en scène d'Emmanuel Bodin au Théâtre de Coulommiers, jouée par l'Option Théâtre du Lycée Jules Ferry de Coulommiers

## Adaptation télévisée
La pièce a été adaptée en téléfilm pour France 2 en 2009, réalisé par Philippe Monnier, avec Marie-Anne Chazel, Eddy Mitchell et Philippe Chevallier.

## En russe
Il y a un film soviétique en russe de 1980 – «Копилка» (La Cagnotte). Cette pièce est souvent mise en scène en Russie.